# Stenoporpia vernata
Stenoporpia vernata là một loài bướm đêm trong họ Geometridae.